# Campeonato Mundial de Luge de 2013
O Campeonato Mundial de Luge de 2013 foi a 42ª edição da competição, que foi disputada entre nos dias 1 e 2 de fevereiro na cidade de Whistler, Canadá.

## Medalhistas
| Evento                                 | Ouro                                                                  | Ouro     | Prata                                                          | Prata  | Bronze                                                           | Bronze |
| Individual masculino detalhes          | GER Felix Loch                                                        | 1:36.375 | GER Andi Langenhan                                             | +0.400 | GER Johannes Ludwig                                              | +0.475 |
| Individual feminino detalhes           | GER Natalie Geisenberger                                              | 1:13.428 | GER Tatjana Hüfner                                             | +0.106 | CAN Alex Gough                                                   | +0.118 |
| Duplas detalhes                        | GER Alemanha Tobias Wendl Tobias Arlt                                 | 1:12.842 | GER Alemanha Toni Eggert Sascha Benecken                       | +0.200 | AUT Áustria Andreas Linger Wolfgang Linger                       | +0,426 |
| Revezamento misto por equipes detalhes | GER Alemanha Natalie Geisenberger Felix Loch Tobias Wendl Tobias Arlt | 2:03.826 | CAN Canadá Alex Gough Samuel Edney Tristan Walker Justin Snith | +0.446 | LAT Letônia Eliza Tiruma Inars Kivlenieks Andris Sics Juris Sics | +1.028 |

## Quadro de medalhas
| Ordem | País     |   |   |   |   |
| 1     | Alemanha | 4 | 3 | 1 | 8 |
| 2     | Canadá   |   | 1 | 1 | 2 |
| 3     | Áustria  |   |   | 1 | 1 |
| 3     | Letónia  |   |   | 1 | 1 |